# Eric Jupp
Eric Jupp (né le 7 janvier 1922 à Brighton, dans le Sussex de l'Est et mort le 2 janvier 2003 à Launceston, en Australie) est un compositeur de musiques de film et acteur britannique.

## Filmographie partielle

### Comme compositeur

#### Cinéma
- 1953 : The Blue Parrot
- 1969 : The Intruders
- 1979 : Tim de Michael Pate
- 1982 : Attack Force Z de Tim Burstall
- 1982 : Highest Honor

#### Télévision
- 1966 : Skippy le kangourou ("Skippy") (série TV)
- 1971 : Minos 5 ("Barrier Reef") (série TV)
- 1975 : Shannon's Mob (série TV)
- 1977 : Le Vol du Pélican ("Bailey's Bird") (série TV)
- 1992 : The Adventures of Skippy (série TV)

### Comme acteur

#### Télévision
- 1961 : The Magic of Music (série TV) : Host (1972-1974)